# جورجي هومبيرتو رودريجويس
جورجي هومبيرتو رودريجويس (17 فبراير 1938 بالرأس الأخضر - ) هو مدرب كرة قدم ولاعب كرة قدم برتغالي في مركز الهجوم. لعب مع إنتر ميلان ونادي أكاديميكا كويمبرا ونادي فيتشينزا.

## وصلات خارجية
- جورجي هومبيرتو رودريجويس على موقع قاعدة بيانات كرة القدم.إي يو (الإنجليزية)